# 胪朐河之战
胪朐河之战是1409年9月23日东蒙古（北元后裔）和明朝之间的一场在蒙古高原的胪朐河河岸的战役。

## 背景
两位东蒙古领导人，即可汗鬼力赤和他的主要侍从阿鲁台之间爆发了冲突，最终导致鬼力赤在1408年被杀。冲突的胜利者阿鲁台拥戴本雅失里为新可汗完者帖木儿汗。后来，明成祖派使节祝贺完者帖木儿汗，1409年要他归顺，请求派遣贡使。本雅失里扣押了使节，表态不愿附属明朝。同年，阿鲁台斩杀了成祖的另一名使节给事中郭骥，宣布效忠可汗。与此相反，公元1408年，瓦剌蒙古族（西蒙古族）的蒙古首领马哈木向明成祖派遣了一个进贡使团。明朝朝廷对东蒙古族拒绝建立朝贡关系并谋杀了他们的使者感到震惊，他们将利用瓦剌蒙古人来削弱东蒙古族。
东蒙古人在宁夏以北遭到马哈木率领的瓦剌蒙古人的进攻，因此被击溃至胪朐河，因此明成祖趁机对东部蒙古人进行了军事远征。七月，他派出一支军队出塞对抗东蒙古人，由太子太师淇国公丘福為征虜大將軍，擔任總兵官，武城侯王聰、同安侯火真為左、右副將，靖安侯王忠、安平侯李遠為左、右參將。《明史》记载军队由10万名精锐骑兵组成，但罗萨比（1998年）指出，这是一个不切实际且夸张的数字。

## 战役
成祖憂慮丘福會輕敵，叮囑他：“用兵要慎重。到开平以北，就不会看到敌人。应该时刻如同见敌人一样，是进是止机动灵活，不可以只唯一个原则。一次进攻不得胜利，那么就要等待再次发动进攻的机会。”大軍已出發，成祖又派人傳達詔書，如果軍中有人說敵軍容易擊敗，切勿相信。
八月，丘福出塞，率領千餘人先至臚朐河南，擊潰了蒙古軍一些散兵，然後渡河，俘獲蒙古尚書一人，給他酒喝，並詢問本雅失裏的所在地。尚書答道：“听说大军到来，害怕得向北逃走，离这里有三十里。”丘福大喜，並說：“应该迅速出击生擒他们。”諸將請求等待各路軍隊齊集，探明虛實然後再進兵，丘福不聽，並以尚書為嚮導，步步進逼敵營。交戰兩天，每次戰鬥，蒙军總是佯裝戰敗撤退，丘福執意乘勝而入。李遠勸諫說：“将军轻信敌军间谍，孤军深入四处转战。敌人故意示弱引诱我军深入，我军前进必然不利，后退却又担心被敌人追击，只有构建营寨确保自身安全。白天挥旗击鼓，派出奇兵向敌人挑战；晚上多点火鸣炮，虚张声势，使敌方无法预料。等到我军全部赶到，合力进攻他们，必定胜利。否则，也可以保全军队而返回。当初皇上和将军怎么说的，您竟然忘了吗？”王聰亦持同樣意見，力言不可。但丘福不顧眾人反對，厲聲道：「違命者斬！」而後繼續領兵孤軍深入，騎兵等都哭泣。諸將不能阻止被逼隨行。明军被诱敌深入到蒙古草原。罗萨比（1998年）评论说，他们这样做没有考虑到佯攻撤退的策略。丘福只带了1000人的骑兵向江北追击。
本雅失里和阿鲁台的军队在奥诺胡以西袭击了丘福的军队，导致其兵败。丘福脱离了其他军队，在东部蒙古人发动进攻时处于弱势，被彻底击溃。李远、王聪率五百骑冲突敌阵，斩数百人，王聪战死。李远战马绊倒，与丘福、王忠、火真都被俘，都在奥诺胡以西被阿鲁台所杀，全军覆没。蒙军乘胜掩杀明军数万。丘福麾下将士多逃回，具体说丘福战败之状。

## 后果
明成祖叹道：“丘福不从吾言，以至于此，而将士何辜？此朕不明知人之过。”命礼部抚恤死亡将士的家。成祖为丘福战败震怒，夺丘福、火真、王忠世爵，流放丘福家属到海南，而因王聪、李远曾劝阻丘福又力战而死而予以褒奖抚恤，分别追赠为国公。
此战的结果是明成祖告谕太子明年春将亲征雪耻，并遣使告谕順寧王馬哈木：“丘福战败，本雅失里得到了丘福军队的旗帜、衣物和盔甲，会乔装进攻，要小心他。”并付诸行动，亲自统军讨伐东蒙古，打败了本雅失里和阿鲁台的军队，歼灭蒙军大部。